# Pieter Brueghel el Viejo
Pieter Brueghel, llamado el Viejo (ˈpitəɾ ˈbɾøːxəl; Breda o Breugel, h. 1526/1530-Bruselas, 5 o 9 de septiembre de 1569) fue un pintor y grabador brabanzón. Fundador de la dinastía de pintores Brueghel, es considerado el pintor holandés más importante del siglo XVI. Con Jan Van Eyck, el Bosco y Pedro Pablo Rubens, es considerado como uno de los cuatro grandes maestros de la pintura flamenca. Solo 45 pinturas de su autoría han sobrevivido hasta la actualidad.

## Biografía

### Nacimiento
La biografía de Pieter Brueghel el Viejo está incompleta  debido a la ausencia de fuentes escritas. dice que nació «cerca de Breda en el pueblo cuyo nombre tomó para transmitirlo a sus descendientes». Sin embargo, había dos pueblos con el nombre de Brueghel o Brogel, uno en el Brabante Septentrional a unos 55 km de la actual villa holandesa de Breda, y el otro —que era doble y se denominaba Grote (Gran) Brogel y Kleine (Pequeño) Brigel— estaba situado en el actual Limburgo belga, alrededor de 71 km de Breda, y perteneciente en aquella época al principado de Lieja. Diversos biógrafos e historiadores han establecido posteriormente que Kleine-Brogel y Grote-Brogel estaban a alrededor de 5 km de Brée que, en el siglo XVI, se llamaba Breede, Brida o en latín Breda. Van Mander no habría pensado en que Breda en Brabante pudiera ser confundida con Breede-Brida-Breda en Limburgo. Así pues, el problema no está resuelto.
Para calcular la fecha de su nacimiento se tienen en cuenta dos hechos. El primero, que se sabe cuándo murió, en 1569, y que se produjo «en la flor de la vida» (medio aetatis flore) lo que quiere decir entre los 35 y 45 años. El segundo, que fue admitido como maestro en los liggeren («registros») del gremio de San Lucas en Amberes en 1551, siendo así que esto solía ocurrir entre los 21 y 25 años. Con ello se puede situar la fecha de nacimiento de Brueghel entre 1525 y 1530, por lo que es un contemporáneo de Felipe II de España.
También es insegura la ortografía exacta de su apellido, siendo las formas más frecuentes Brueghel, Bruegel y Breugel. Tampoco es seguro que adoptase ese apellido por ser el del lugar de nacimiento, porque para el siglo XVI ya existían los apellidos como nombres de familia.

### Carrera
Siempre según van Mander, fue aprendiz de Pieter Coecke van Aelst, artista cultivado, decano del gremio de artistas, a la vez pintor y arquitecto y con cuya hija Mayken terminó casándose. Prácticamente desconocido en su etapa de formación, los únicos datos sobre su vida y su carrera nos los ofrece una biografía de 1609, que le presenta como un ignorante dedicado a la pintura cómica. Sin embargo, parece suficientemente demostrado que fue un hombre de cierta cultura, puesto que conoció a estudiosos y científicos de su país. En 1551 fue aceptado como maestro en el gremio de pintores de Amberes.

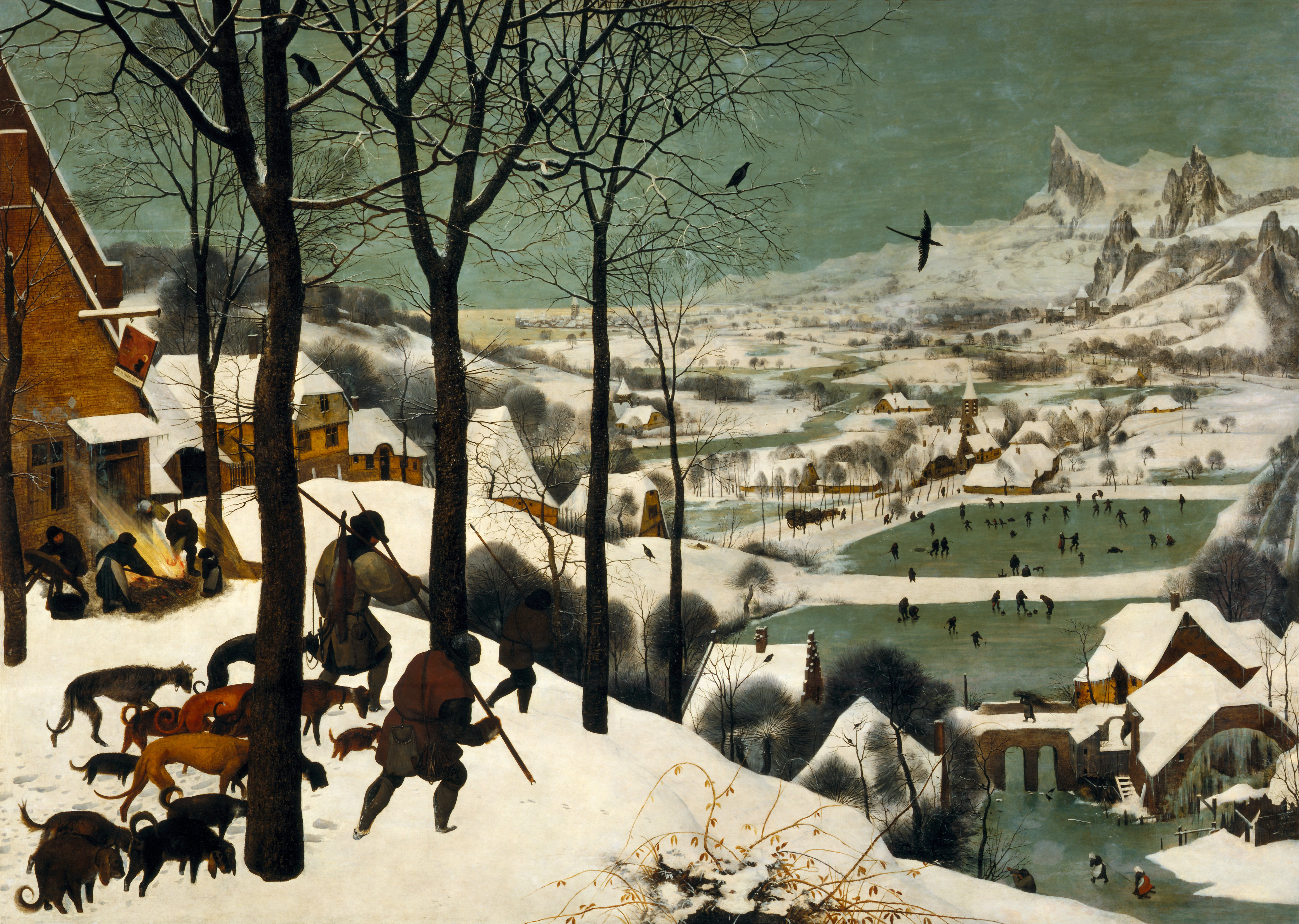
Cazadores en la nieve (1565).

Entre 1551 y 1553 viajó por Francia e Italia. En Roma pudo trabajar con el miniaturista Giulio Clovio. Permaneció una temporada en el taller de un maestro siciliano. Algunos de los cuadros que ilustran este viaje son Combate en el puerto de Nápoles, la escena de La caída de Ícaro y El suicidio de Saúl, así como algunos dibujos. Al hacer el viaje, tuvo que atravesar los Alpes, realizando una importante colección de dibujos sobre su paisaje. Parece que el viaje, más que para formarse, fue para realizar dibujos de paisajes italianos y alpinos que el grabador Hieronymus Cock pudiera reproducirlos en grabado.
Entre 1555 y 1563 se estableció en Amberes, donde trabajó para el editor Hieronymus Cock, haciendo dibujos preliminares para diversos grabados, entre los cuales destaca una serie sobre Los siete pecados capitales donde Bruegel introdujo elementos fantásticos y grotescos inspirados en El Bosco. En Amberes frecuentó un círculo de artistas y eruditos humanistas como el mecenas Nicolás Jonghelinck que tenía dieciséis de sus obras. Se sabe que fue amigo del cartógrafo Abraham Ortelio, quien escribió algunas conmovedoras líneas en su memoria.
En 1562, a petición de su futura suegra, se trasladó a Bruselas, al barrio de Marolles, en el número 132 de la calle principal (rue Haute) en una casa con tejados escalonados de estilo medieval flamenco típico del siglo XVI. En la iglesia de Nuestra Señora de la Capilla (Notre-Dame de la Chapelle o Kapellekerk) se casó, en el año 1563, con Mayken Coecke, hija de su maestro Pieter Coecke van Aelst.

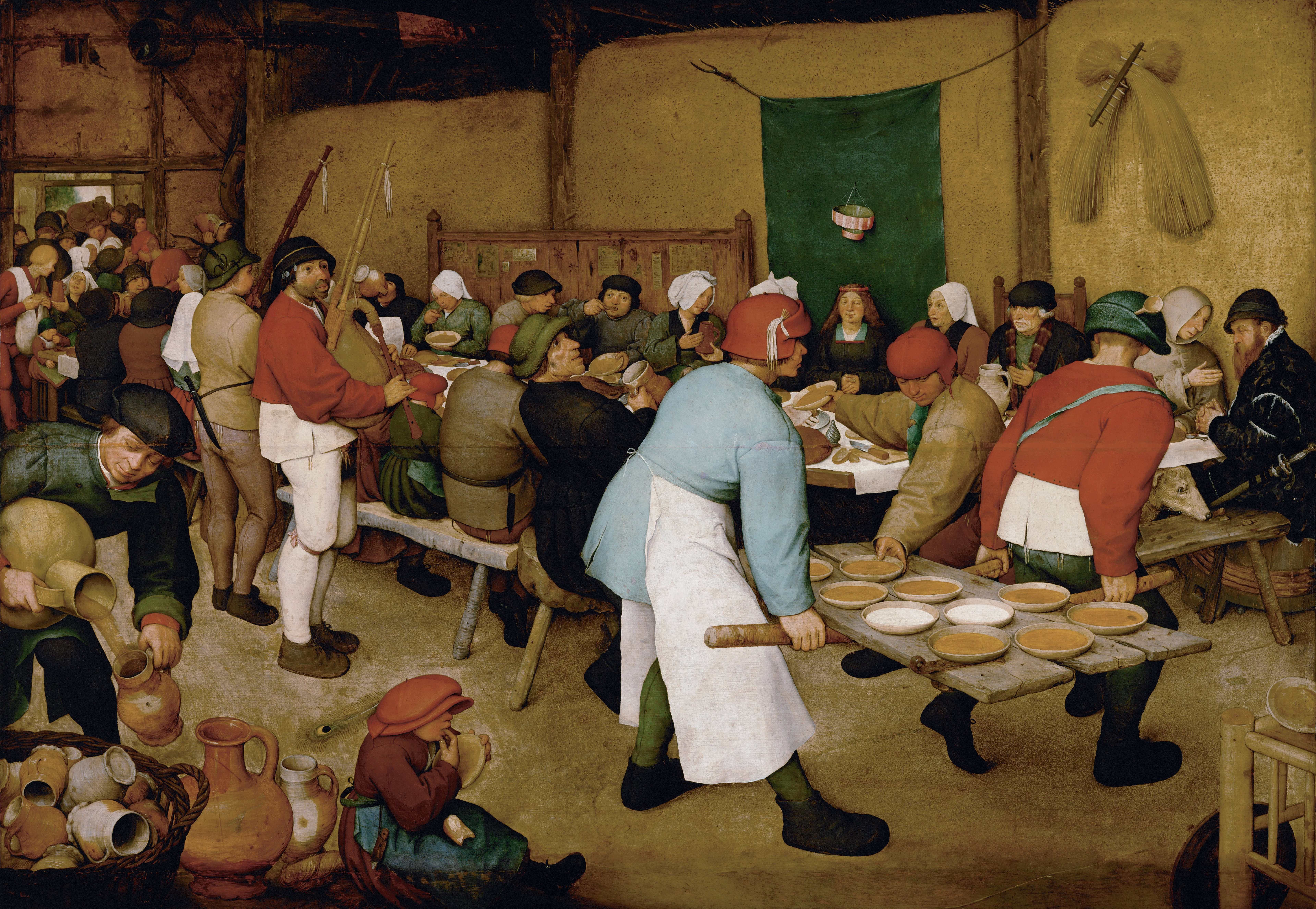
La boda campesina (c. 1566-1569), Museo de Historia del Arte de Viena.

En 1564 nació el primogénito de sus hijos, Pieter Brueghel el Joven, llamado Brueghel d'Enfer («del Infierno»). La situación política y religiosa en Flandes se está deteriorando. En 1567 el duque de Alba inició una sangrienta campaña de represión contra los rebeldes. Su segundo hijo, Jan Brueghel el Viejo, llamado Brueghel de Velours («de Terciopelo») nació en 1568, el mismo año de la ejecución de los condes de Egmont y de Horn. Parece seguro que Brueghel el Viejo fue protegido por el gobernador de los Países Bajos españoles, Granvela, coleccionista de sus obras. Sus dos hijos, Pieter y Jan, se convirtieron en pintores, pero ninguno de ellos fue discípulo de su padre, ya que este falleció cuando ambos era aún niños. Según Karel van Mander, es probable que fueran instruidos por su abuela Mayken Verhulst van Aelst, quien también era artista. Jan Brueghel siguió los pasos de su padre y se convirtió en pintor, especializándose en paisajes; en cambio Pieter Brueghel el Joven se dedicó a la escritura. Los dos se destacaron mucho en lo que hicieron ya que tenían el talento de sus padres.
Otros miembros de la familia fueron Pieter van Aelst y la ya mencionada Mayken Verhulst (los suegro y suegra de Pieter Brueghel el Viejo), Jan van Kessel, padre (nieto de Jan Brueghel el Viejo) y Jan van Kessel, el Mozo. A través de David Teniers, la familia está también emparentada con toda la familia Teniers de pintores y la familia Quellinus de pintores y escultores, puesto que Jan-Erasmus Quellinus se casó con Cornelia, hija de David Teniers el Joven.
Se sabe muy poco de la personalidad de Brueghel, aparte de estas pocas líneas de Carel van Mander: «Era un hombre tranquilo, sabio y discreto, pero en compañía, era divertido y le gustaba asustar a la gente o sus aprendices con historias de fantasmas y cientos de otras diabluras».
La vida social de Brueghel se extendió mucho más allá del círculo intelectual, asistiendo voluntariamente a bodas campesinas a las que se hacía invitar como «pariente o paisano» de los esposos. Recibió el apodo de «Brueghel campesino» o «Brueghel el Campesino» por su supuesta práctica de vestirse como un campesino para mezclarse en las bodas y otras celebraciones, obteniendo así inspiración y detalles auténticos para sus pinturas de género. También se ha indicado que el origen de este apodo viene de sus representaciones de la vida campesina.
Van Mander cuenta algunas anécdotas, un poco fantasiosas, como su intromisión en el matrimonio con su amigo Hans Frankaert, joyero de Amberes:
«En compañía de Franckert, a Brueghel le gustaba visitar a los campesinos, en las bodas o ferias. Los dos hombres se vestían como los campesinos, e incluso como los demás invitados llevaban regalos, y se comportaban como si pertenecieran a la familia o pertenecían al círculo de uno u otro de los esposos. Le encantaba observar las costumbres de los campesinos, sus modales en la mesa, bailes, juegos, formas de cortejo, y todas las bufonadas que podían ofrecer, y que el pintor supo reproducir, con gran sensibilidad y humor, con el color, tanto a la acuarela como al óleo, siendo muy versado en las dos técnicas. Conocía bien el carácter de los campesinos y campesinas de Kempen y de sus alrededores. Sabía cómo se visten al natural y pintar sus gestos groseros cuando bailaban, caminaban o se quedaban en pie mientras se dedicaban a tareas diferentes. Dibujaba con convicción extraordinaria y dominaba particularmente bien el dibujo a pluma».
Brueghel murió en Bruselas en septiembre de 1569 y fue enterrado en la iglesia de Nuestra Señora de la Capilla en Bruselas.
Su retrato se encuentra en Pictorum Aliquot Celebrium Germaniae Inferioris Effigies, de Dominicus Lampsonius. Este retrato del pintor, atribuido al grabador Johan Wierix, se publicó con un poema de Lampsonius en 1572.

## Temática

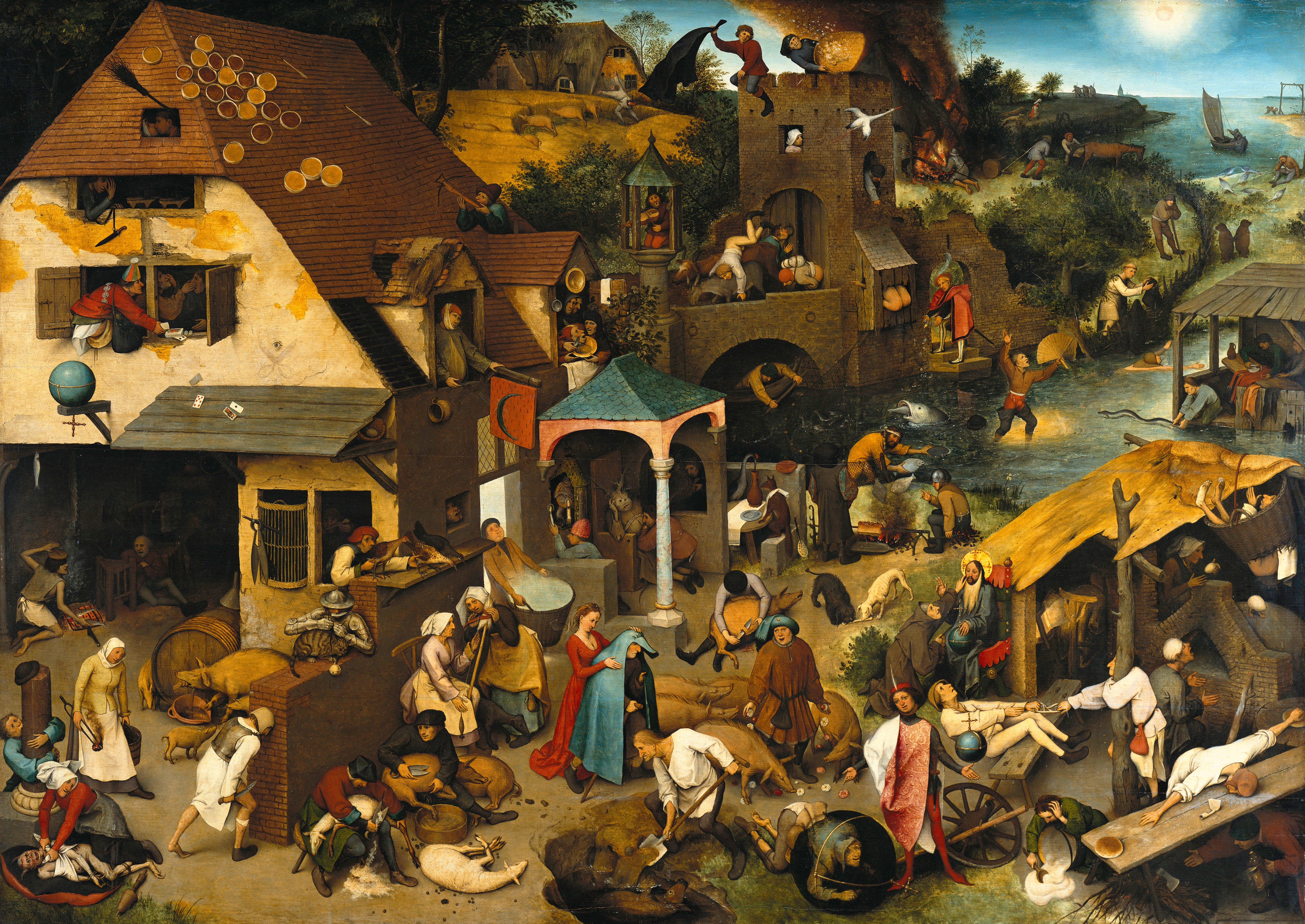
Los proverbios flamencos (1559), Gemäldegalerie de Berlín.

Brueghel es conocido por sus paisajes, género en el que alcanzó una notable importancia. Se le suele considerar como el primer artista occidental que pintó paisajes por sí mismos, en lugar de como telón de fondo de alegorías religiosas. En la naturaleza encontró Brueghel su mayor inspiración siendo identificado como un maestro de paisajes. Se caracterizan por una amplia panorámica vista desde lo alto. Así se aprecia en obras como Combate naval en el puerto de Nápoles, Camino del Calvario o la serie de las Estaciones. Creaba una historia, al parecer combinando varias escenas en una sola pintura. Sus paisajes del invierno de 1565 (por ejemplo, Los cazadores en la nieve) corroboran la dureza de los inviernos durante la Pequeña Edad de Hielo. Cuando cruzó los Alpes en su viaje a Italia, dibujó numerosos paisajes. Le resultaron muy importantes para su carrera, pues a su regreso los desarrolló por grabados que se difundieron por toda Europa.
Una parte de su obra, que enlaza más directamente con la obra de su predecesor El Bosco, representa temas apocalípticos. En esta línea pintó Caída de los ángeles rebeldes, Dulle Griet y El triunfo de la Muerte, e igualmente bajo inspiración bosquiana diseñó grabados para el editor Hieronymus Cock, entre ellos siete sobre Los pecados capitales.
Brueghel destacó, sobre todo, en escenas familiares y populares, escenas de género, pobladas por campesinos, a menudo con un gran elemento paisajístico. Ejemplos de esta temática son: Juegos de niños, El banquete de bodas, La parábola de los ciegos (1568), El país de Jauja y Danza de campesinos. En estas escenas había una intención moralizante, representando los defectos del ser humano, algo que también había hecho El Bosco en, por ejemplo, La Piedra de la Locura. Así, La parábola de los ciegos representaría la necedad del mundo, mientras que El país de Jauja (1567) representaría lo efímero de los bienes materiales.
Uno de sus temas más famoso es La torre de Babel, del que pintó tres cuadros, si bien se conservan dos: La construcción de la torre de Babel (1563, Museo Kunsthistorisches de Viena) y La Pequeña torre de Babel (Róterdam). Simbolizaría el destino fatal de la creciente sed de poder del ser humano. Puede que el interés del pintor por la torre de Babel procediera del carácter cosmopolita de su ciudad de Amberes.

### Los dibujos

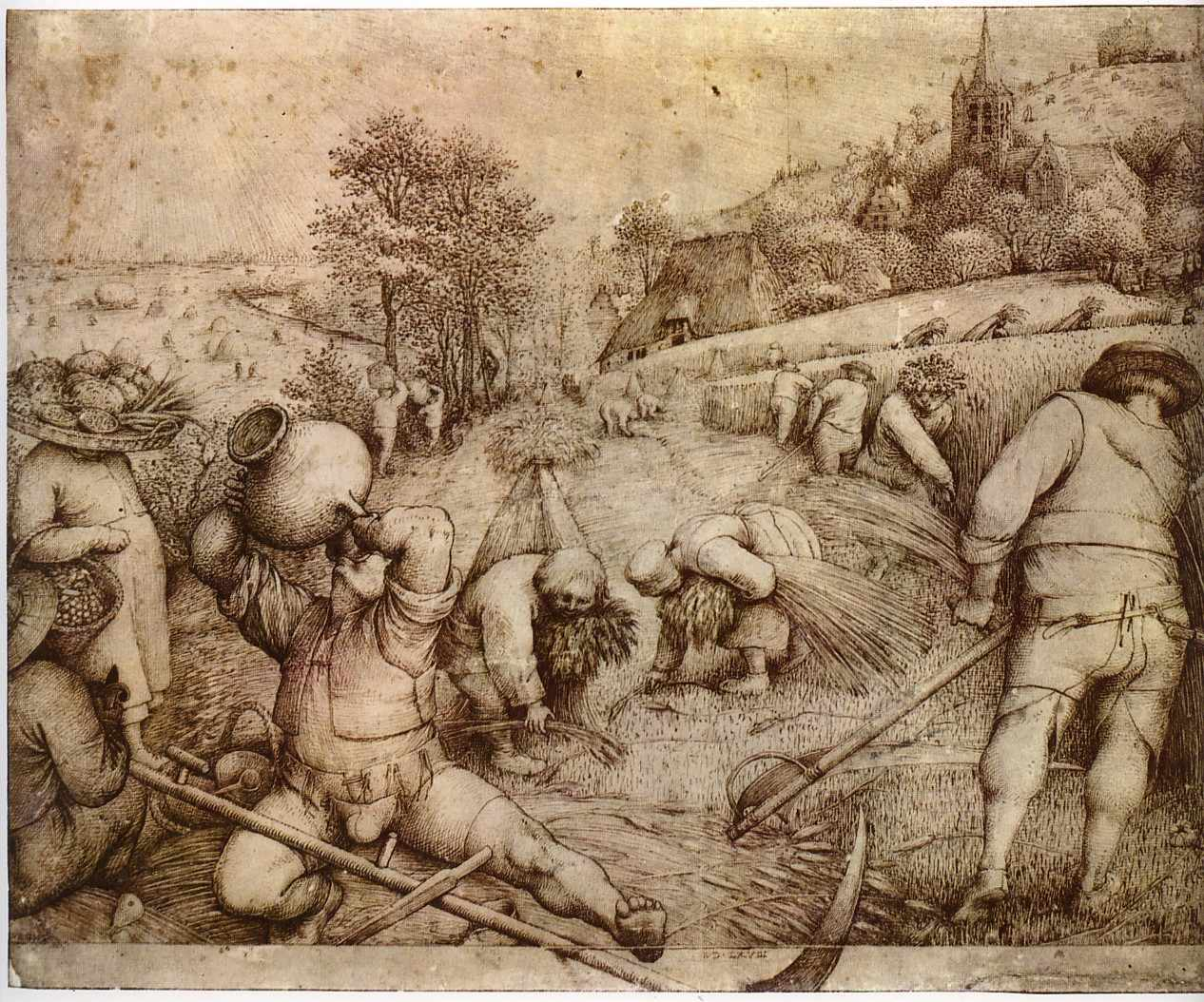
«El verano», 1568 (22 x 28,6 cm), Hamburgo.

### Los grabados

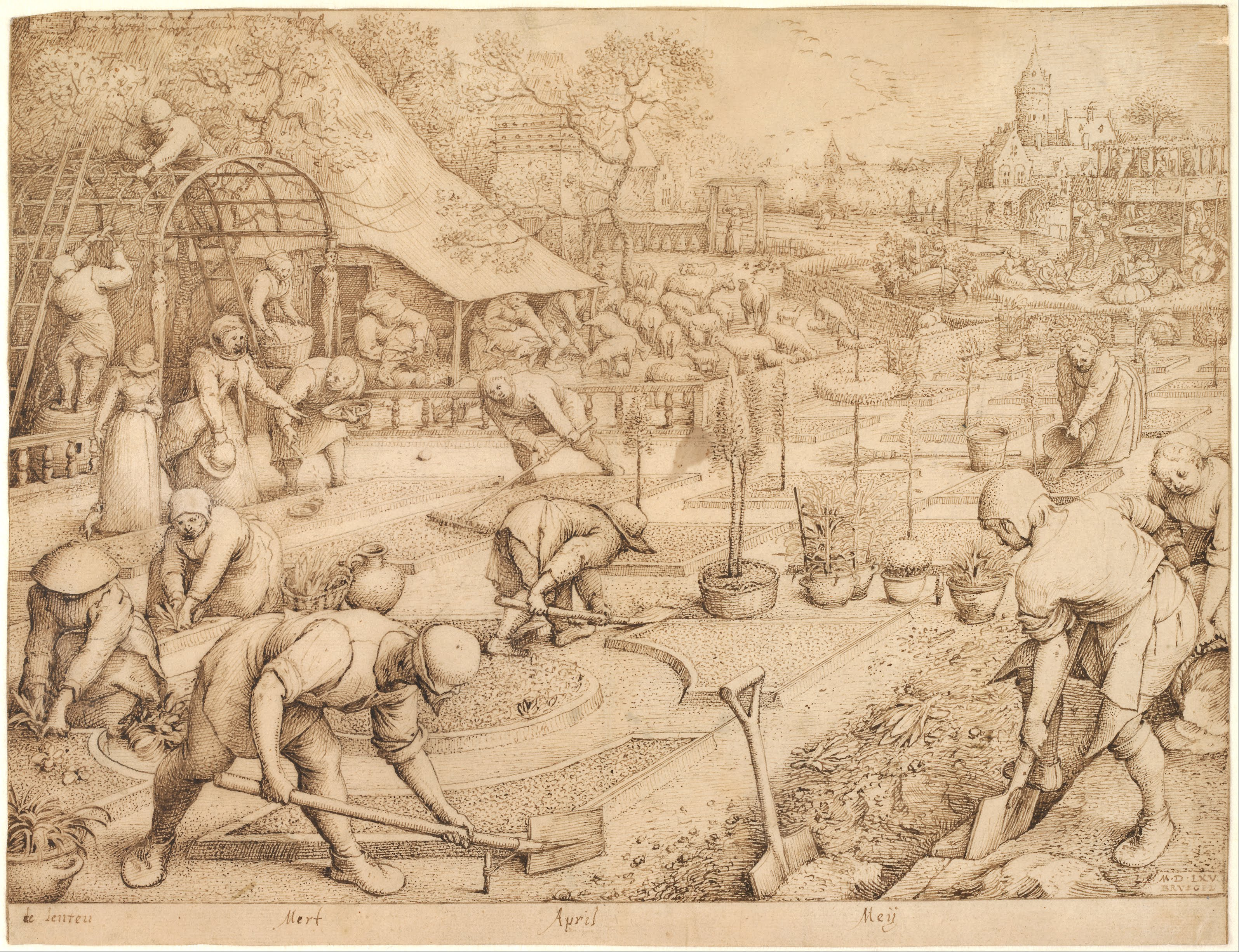
La primavera, 1565.

## El arte de Brueghel

Caída de los ángeles rebeldes, 1562, Museos Reales de Bellas Artes de Bélgica.

La pintura de Brueghel se presenta generalmente en tres períodos:
- las primeras composiciones que están llenas de personajes tomados de la vida;
- el ciclo de las Estaciones que relata la marcha del mundo según las leyes de la Naturaleza;
- los últimos cuadros, en los que los grandes personajes se destacan sobre un paisaje que no es más que un fondo.

Brueghel se formó dentro de la escuela flamenca. El pintor rompe con sus predecesores o el gusto italiano del siglo XVI. Al conectar la Edad Media y el Renacimiento, supera el arte de los primitivos flamencos y supera a los italianos; la unidad de sus composiciones, su talento narrativo y su interés por los «géneros menores» hacen de él un artista inclasificable dentro de la historia del arte. La influencia más obvia sobre su arte es el antiguo maestro holandés el Bosco, particularmente en sus pinturas más tempranas «demonológicas» de Brueghel como El triunfo de la Muerte y Dulle Griet. Con el Bosco comparte cierto tratamiento fantástico en determinadas escenas, una tradición figurativa, como se ve en El triunfo de la Muerte que se expone en el Museo del Prado. El Bosco representa el final de la Edad Media, es el último «primitivo» y Brueghel comenzó un nuevo siglo, una era moderna que se abre con el descubrimiento del hombre y del mundo. Sin embargo, la obra del Bosco quiere inspirar un terror devoto, algo que está totalmente ausente en Brueghel. Para el primero, el mundo es un «sueño de Dios» o un engaño del Diablo; la Naturaleza es una tentación perjudicial. Para el otro, la acción humana por el contrario es todo su valor: alegrías o desafíos al destino, el hombre debe intentar la aventura a pesar de las amenazas.
Cuando viajó a Italia, aprendió la forma de pintar de los renacentistas. Siguió la corriente manierista que afectó a toda Europa. Esto se ve en la característica descomposición del cuadro en multitud de escenas (Proverbios, 1559).
Ahora bien, tiene una concepción más moderna y realista que los manieristas. Esto se ve en la ironía con que trata los temas. También en que no se esfuerza por mostrar una belleza ideal, sino en reflejar a las personas de manera bastante realista. Resulta innovador que el sujeto de sus temas sea colectivo, el grupo, y no un personajes aislado o un grupo pequeño. El que hiciera de la vida y costumbre de los campesinos el centro principal de una obra era raro en la pintura de la época de Brueghel. Su representación terrenal, nada sentimental pero vívida de los rituales de la vida pueblerina —incluyendo la agricultura, la caza, las comilonas, fiestas, danzas y juegos— son ventanas únicas de una cultura campesina desaparecida y una fuente primaria de evidencia iconográfica tanto sobre aspectos físicos como sociales de la vida del siglo XVI. Por ejemplo, la pintura Los proverbios flamencos ilustra docenas de aforismos entonces contemporáneos (muchos de ellos aún se usan en el holandés o flamenco actual), y Juegos de niños muestra la variedad de entretenimientos de los que disfrutaban los jóvenes.

La torre de Babel (1563), Museo de Historia del Arte de Viena.

Usando abundante energía cómica y espíritu, creó algunas de las más antiguas imágenes de protesta social en la historia artística. Como ejemplos pueden señalarse pinturas como El combate entre don Carnal y doña Cuaresma (una sátira del conflicto de la Reforma)[cita requerida] y grabados como El asno en la escuela y Cajas fuertes combatiendo Huchas. Se dice que en su lecho de muerte ordenó a su esposa que quemara los dibujos más subversivos para proteger a su familia de la persecución política. Se le considera precursor del Barroco al norte de los Alpes. El colorido de sus Estaciones (1565) anticipa la pintura del siglo XVII.
Al final de su carrera aumentó el tamaño de las figuras, y se aprecia una nueva concepción de la estructura del cuadro. Pintó en un estilo más sencillo que el estilo italianizante que prevalecía en su época. En sus últimos cuadros adopta tamaño grande. Hay menos figuras, de un tamaño más grande, que se destacan sobre el fondo; perdiendo importancia el fondo.
A diferencia de los pintores del Renacimiento, Brueghel no representó el desnudo y se interesó poco por el retrato. Sus personajes están bien alejados de la glorificación de los cuerpos bien proporcionados. En sus cuadros dominados por la vida popular, el pintor muestra los campesinos tal como son, en sus actividades y su ocio. Por vez primera en la historia de la pintura, la clase campesina se humaniza dentro de una visión objetiva. Las cabezas se alinean y se aprecia que el artista es sensible a las emociones y las debilidades.
Incluso las escenas bíblicas de Brueghel se sitúan en su mayor parte dentro de un pueblo y la descripción de la plaza pública repleta de gente ocupa más espacio que el tema (véase El empadronamiento de Belén). En el siglo XVI, de hecho, la calle y la plaza eran los lugares de encuentro y entretenimiento: los juegos de invierno, el carnaval, la procesión y las kermeses, danzas rituales campesinas, todo era un pretexto para la celebración y el pintor narra estos encuentros que Felipe II, por su parte, desea prohibir.[cita requerida]
En la serie de las Estaciones muestra la unión profunda de los seres vivos sujetos a los ciclos naturales, expresa la concepción estoica según la cual el mundo es una construcción bien ordenada dentro de la cual el hombre ocupa un lugar preciso y acepta su destino. En cambio, en las otras telas, Brueghel parece temer el orgullo y la rebelión del hombre contra el orden de la creación (es Nemrod y su loca empresa, Ícaro y su sueño o incluso el Castigo de los ángeles rebeldes). La alegría puede coexistir con el peligro si el hombre se somete a la fatalidad y se integra en la sinfonía de elementos naturales.

## El entorno, los seguidores y los copistas

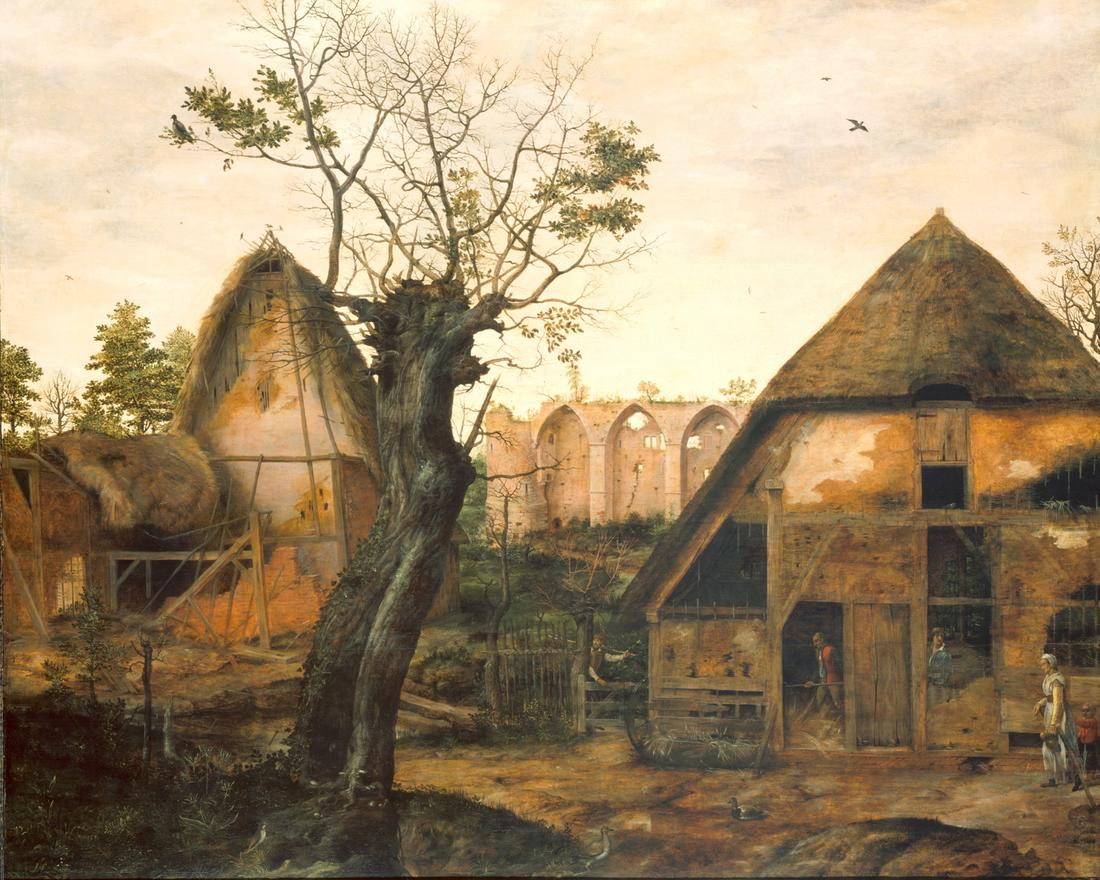
Cornelis van Dalem, Paisaje con una granja, 1564. Múnich, Pinacoteca.

## Obras

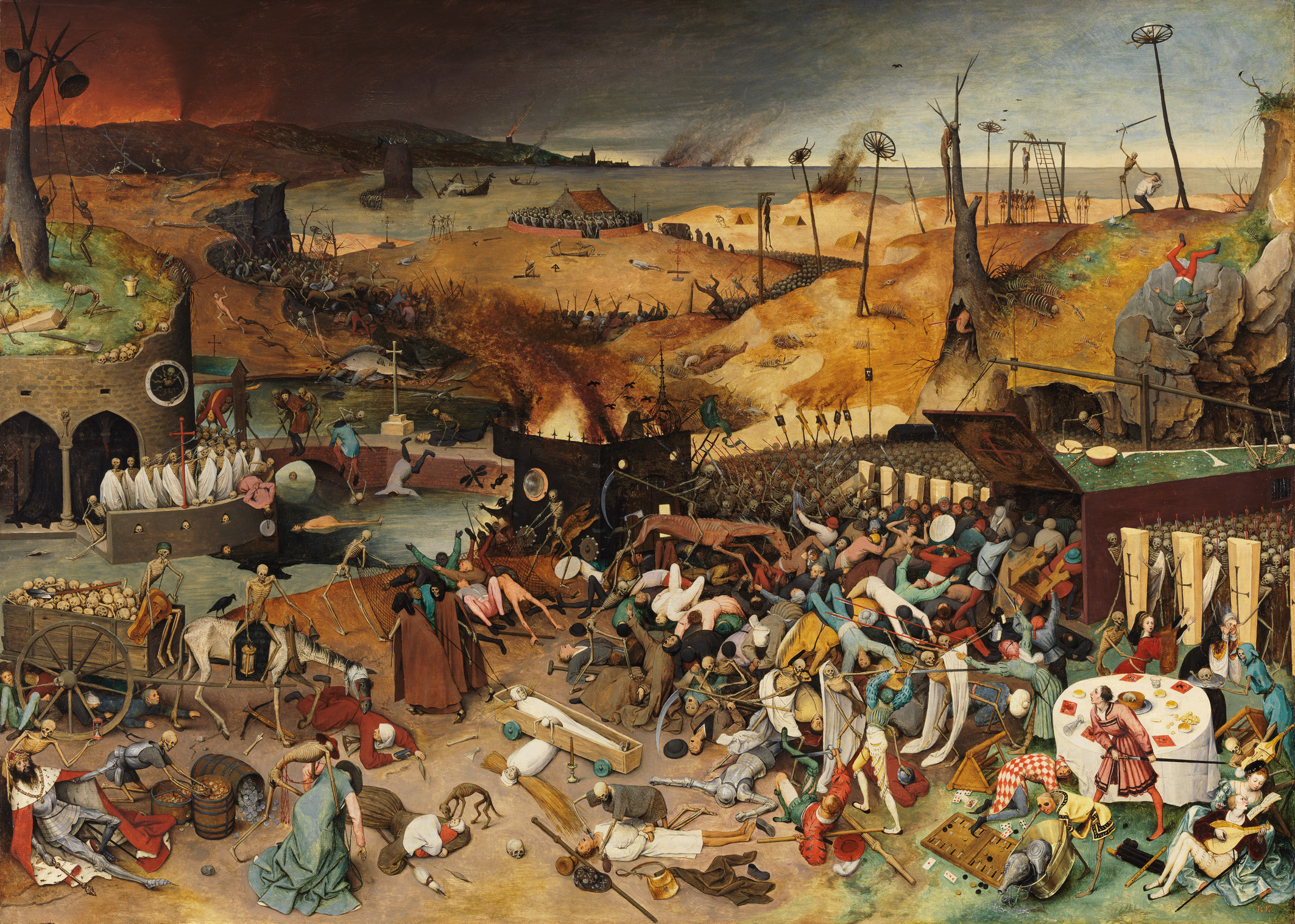
El triunfo de la Muerte (1562).

La Cosecha (1565).

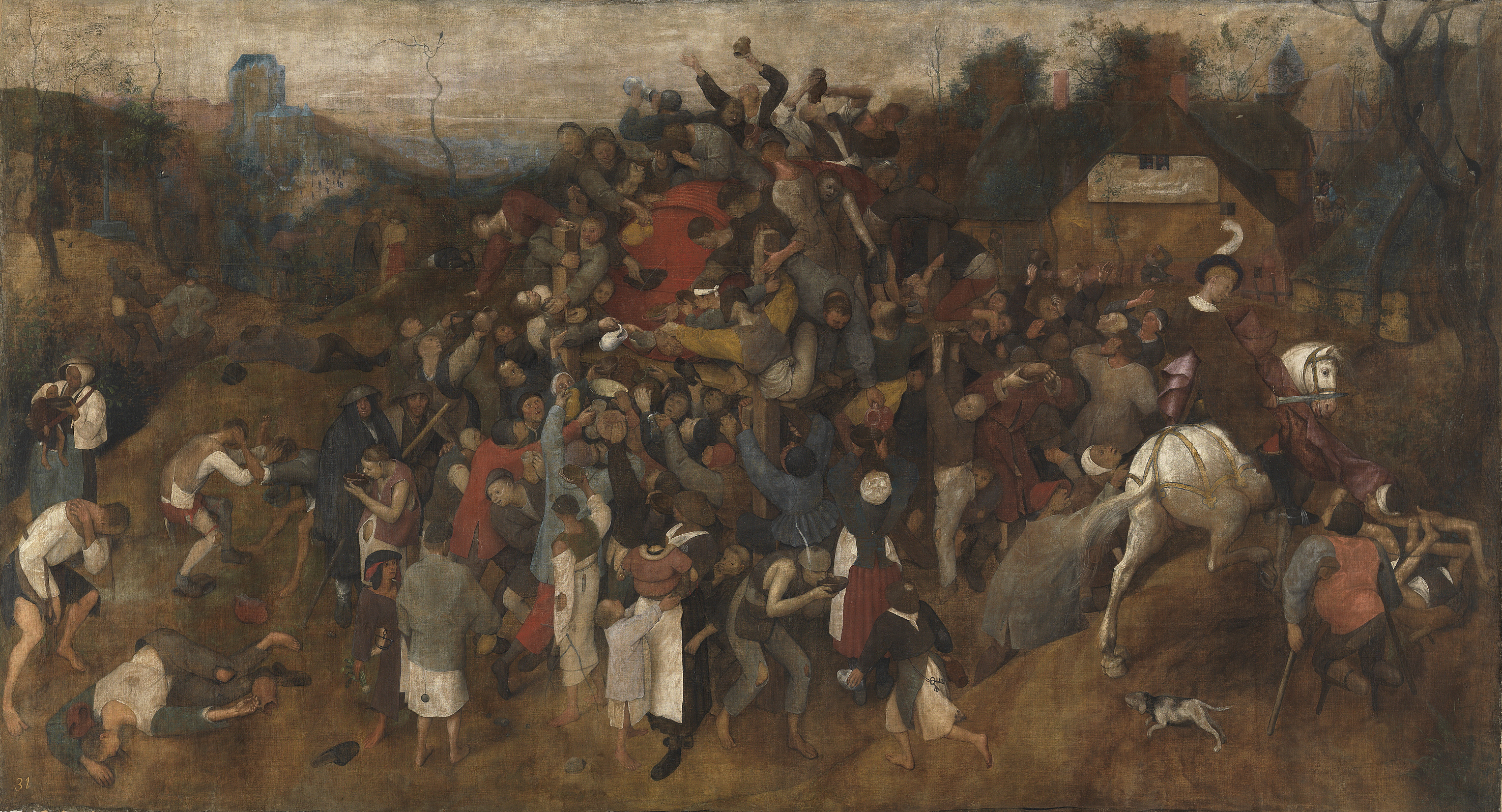
El vino de la fiesta de San Martín (1565-1568).

Censo en Belén (1566).